# Org-mode
Org-mode або просто Org — програмий засіб (а також мова розмітки, схожа на "паперовий" варіант:  Bullet journal/Bullet Journal) для ведення нотаток, списків завдань, планування проектів, що працює всередині текстового редактора Gnu Emacs (втім існують плагіни для vim, atom та VSCode). В основі Org-mode — прості текстові документи.

## Основні можливості
Основне завдання Org-mode — асистування в організації особистої інформації, зокрема планування й занотовування. Проте Org-mode містить доволі великий набір функцій, що значно розширюють сферу його застосування.
Як і все середовище Emacs, Org Mode має розбудовану систему комбінацій клавіш, що суттєво підвищує ефективність роботи.

### Структуровані документи
В основі Org-mode лежить можливість створення документів зі структурою: документ ділиться на ієрархію заголовків. Текст, що стосується кожного із заголовків, можна тимчасово приховати, частково розкрити (показати лише текст, що міститься безпосередньо під заголовком, не розкриваючи вкладені розділи) та повністю показати. Для переміщення вказівника між заголовками, а також створення та переміщення заголовків, існують зручні комбінації клавіш.

### Особистий організатор
Кожен із заголовків може бути позначений як завдання до виконання (TODO). Завданню можна призначити пріоритет, дату й час до виконання і крайню дату виконання завдання. З усіх заголовків Org-mode генерує план/розклад на день, тиждень чи задану кількість днів. Кожне із завдань може бути таким, що автоматично повторюється через заданий проміжок часу. Також існує функція обліку часу, проведеного за виконанням того чи іншого завдання.

### Видавнича система
Текст кожного документа Org-mode може містити форматування: жирний, нахилений, моноширинний шрифти, списки, таблиці, примітки. До документа можна включати графічні файли та фрагменти комп'ютерного коду на різних мовах програмування (з автоматичним кольоруванням в HTML та, за бажанням, у LaTeX).
Org-mode підтримує перетворення документів у ряд форматів як для друку, так і для публікації в Інтернеті, зокрема LaTeX і PDF, HTML, DocBook та ODF.

### Електронні таблиці
Org-mode підтримує формули у таблицях. Він не копіює інші наявні програми електронних таблиць, але при тому має доволі широкий набір функцій, зокрема відносні координати комірок, формули, що автоматично розповсюджуються на увесь стовпчик, комірки з часовими даними, а також креслення даних із таблиці з допомогою Gnuplot. Формули в таблицях Org-Mode записуються у форматі Emacs Calc або навіть на Lisp.